# 2007 en football
Cet article présente les faits marquants de l'année 2007 en football.

## Janvier

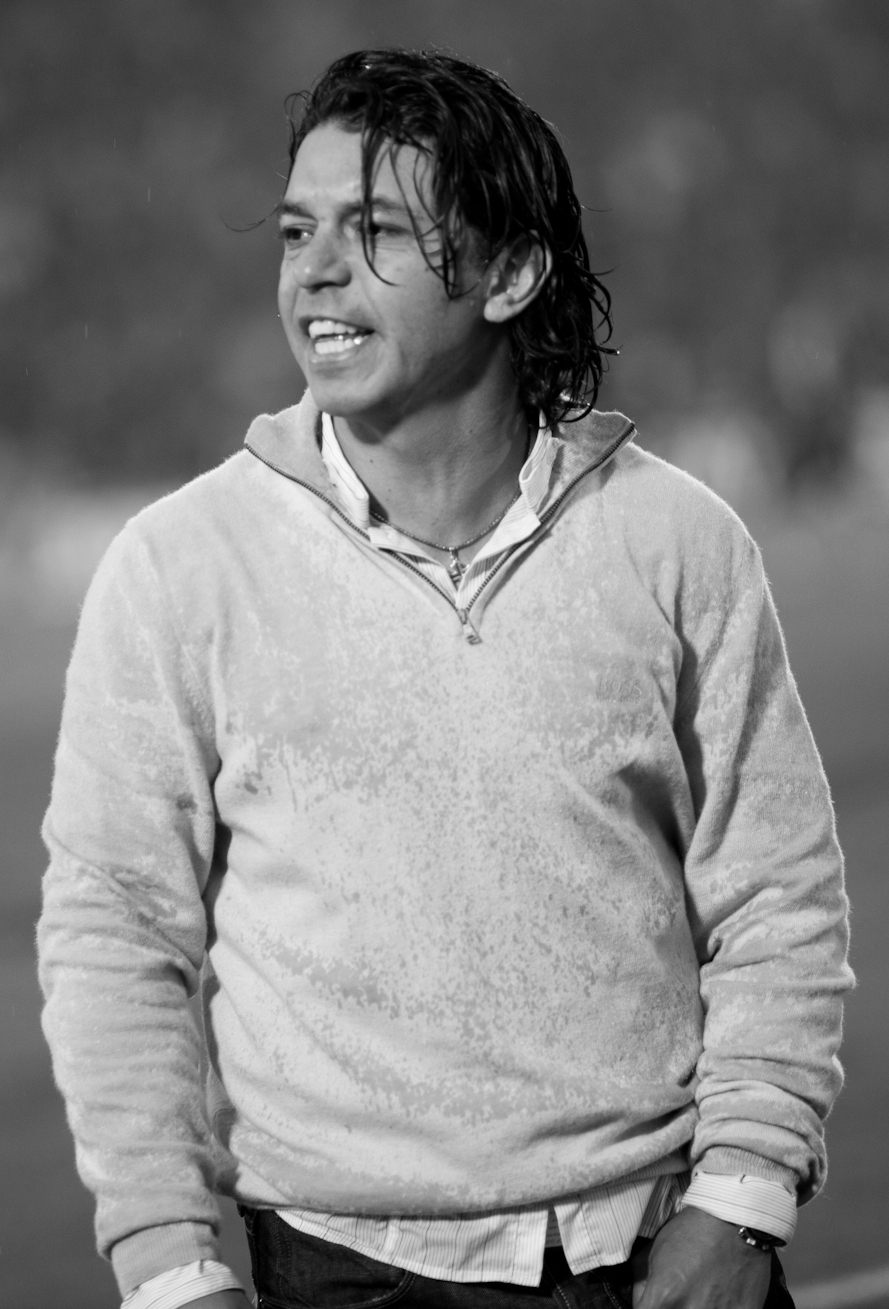
Marcelo Gallardo.

- 1er janvier : Le milieu de terrain international argentin Marcelo Gallardo signe un contrat de deux ans et demi en faveur du Paris Saint-Germain.
  - Publication des meilleures audiences télé de l'année 2006 en France : neuf des dix meilleures audiences sont réalisées par des matchs de football et vingt matches figurent dans le Top 100 de l'année.
- 4 janvier : Paul Le Guen démissionne de son poste d'entraîneur des Glasgow Rangers. Ian Durrant, entraîneur de l'équipe réserve, assure l'intérim. Walter Smith, ancien sélectionneur de l'Écosse, prend officiellement les rênes de l'équipe le 10 janvier.
- 11 janvier : David Beckham signe un contrat de cinq ans en faveur du Los Angeles Galaxy. Le contrat avec le club californien entrera en vigueur à la fin de la saison et Beckham touchera 250 millions d'euros, ce qui fera de lui le sportif le mieux payé des États-Unis.
- 13 janvier :
  - Championnat d'Italie : l'Inter Milan établit un record en signant son 12e succès consécutif en Serie A. Le record précédent, de 11 victoires, avait été établi lors de la saison 2005-2006 par l'AS Rome.
  - Championnat de France : Lyon subit sa deuxième défaite de la saison en s'inclinant 2-0 à Toulouse.
- 14 janvier : l'Olympique de Marseille dispute son 2000e match en Ligue 1.
- 15 janvier : Paul Le Guen remplace Guy Lacombe au poste d'entraîneur du Paris Saint-Germain. Le PSG, 17e de Ligue 1 après 19 journées, connaît l'une des plus grosses crises de son histoire.
- 16 janvier :
  - Alberto Malesani devient le nouvel entraîneur de l'Udinese Calcio en remplacement de Giovanni Galeone. L'Udinese a remporté seulement trois de ses 13 derniers matches et pointe à la 10e place du championnat à mi-parcours.
  - Les Girondins de Bordeaux se qualifient pour la finale de la Coupe de la Ligue en éliminant le Stade de Reims (2-1).
- 17 janvier : l'Olympique lyonnais rejoint Bordeaux en finale à la suite de sa victoire face au Mans (1-0).
- 19 janvier : le Feyenoord Rotterdam est exclu de la Coupe UEFA à la suite des violents incidents provoqués le 30 novembre à Nancy par ses supporters.
- 22 janvier : l'attaquant tchèque Milan Baroš quitte le club anglais d'Aston Villa et signe un contrat de 3 ans et demi en faveur de l'Olympique lyonnais. L'attaquant norvégien John Carew effectue le chemin inverse dans le cadre d'un échange entre les deux clubs.
- 24 janvier : l'Olympique lyonnais subit une deuxième défaite consécutive en championnat en perdant 2 buts à 1 à domicile contre Bordeaux.
- 26 janvier :
  - Michel Platini est élu président de l'UEFA par 27 voix contre 23 face au sortant, le Suédois Lennart Johansson.
  - L'Olympique lyonnais devient le premier club français à être coté.
- 30 janvier : l'attaquant brésilien Ronaldo, relégué sur le banc de touche au Real Madrid, est transféré au Milan AC.
- 31 janvier :
  - Le Bayern Munich se sépare de son entraîneur Felix Magath. Ottmar Hitzfeld, déjà entraîneur du Bayern de 1999 à 2004, lui succède.
  - Grosse surprise à l'occasion des huitièmes de finale de la Coupe de France avec Montceau-les-Mines (CFA), qui élimine Bordeaux (Ligue 1), aux tirs au but. Dans le même temps, l'OM élimine l'OL au Vélodrome (2-1).
  - L'AS Rome se qualifie pour la finale de la Coupe d'Italie en sortant le Milan AC.

## Février
- Huub Stevens en 20131er février :

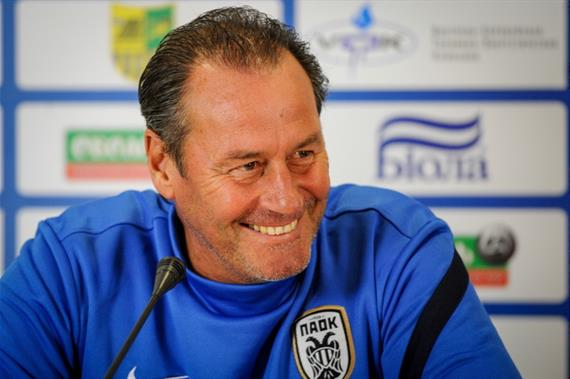
Huub Stevens en 2013

  - L'Inter se qualifie pour la finale de la Coupe d'Italie en écartant la Sampdoria de Gênes.
  - Thomas Doll est limogé de son poste d'entraîneur de Hambourg, lanterne rouge de la Bundesliga. Huub Stevens lui succède.
- 2 février, Championnat d'Italie : des affrontements entre forces de l'ordre et supporters de Catane entraînent la mort d'un policier. Les championnats italiens sont dès lors suspendus pour une durée indéterminée.
- 4 février :
  - Quatrième défaite de la saison en championnat pour l'Olympique lyonnais. C'est Troyes qui s'impose 1-0 au stade de l'Aube dans les arrêts de jeu.
  - Le Classico français entre l'OM et le PSG se solde par un match nul un but partout au stade Vélodrome.
- 6 février : l'homme d'affaires américain George Gillett rachète le club anglais de Liverpool.
- 10 février, Championnat de France : Valenciennes s'impose 5 buts à 2 à l'extérieur face au FC Nantes, grâce notamment à un quadruplé de Steve Savidan.
- 12 février :
  - Michel Der Zakarian et Japhet N'Doram deviennent coentraîneurs du FC Nantes en remplacement de Georges Eo.
  - Claudio Ranieri devient le nouvel entraîneur de Parme. Le club est avant-dernier du championnat italien.
- 20 et 21 février, Ligue des champions de l'UEFA, huitièmes de finale aller :
  - Celtic Glasgow 0-0 Milan AC
  - PSV Eindhoven 1-0 Arsenal FC
  - Lille OSC 0-1 Manchester United
  - Real Madrid 3-2 Bayern de Munich
  - FC Porto 1-1 Chelsea Football Club
  - AS Rome 0-0 Olympique lyonnais
  - FC Barcelone 1-2 Liverpool Football Club
  - Inter Milan 2-2 Valence CF
- 25 février, Coupe de la Ligue anglaise, finale : Chelsea remporte la League Cup face à Arsenal grâce à un doublé de Drogba (2-1).
- 27 février, Coupe de France, quarts de finale : le FC Nantes élimine Sedan aux tirs au but (1-1 et 5-6 Tab). Marseille s'impose 5-0 face à Vannes, club de National.
- 28 février :
  - Championnat d'Italie : le nombre de victoires consécutives de l'Inter Milan s'établit finalement à 17 à la suite d'un match nul 1-1 réalisé à Udinese.
  - Coupe de France, quarts de finale : exploit de Montceau les Mines (CFA), qui élimine le deuxième de Ligue 1, Lens, grâce à un unique but marqué sur penalty. Sochaux s'impose face au Paris Saint-Germain, le tenant du titre (2-1).

## Mars
- 3 mars, Championnat d'Angleterre : Manchester United s'impose 1-0 sur la pelouse de Liverpool.
- 6 et 7 mars : Ligue des champions de l'UEFA, huitièmes de finale retour :
  - Chelsea Football Club 2-1 FC Porto
  - Olympique lyonnais 0-2 AS Rome
  - Liverpool Football Club 0-1 FC Barcelone
  - Valence CF 0-0 Inter Milan
  - Milan AC 1-0 Celtic Glasgow
  - Arsenal FC 1-1 PSV Eindhoven
  - Manchester United 1-0 Lille OSC
  - Bayern de Munich 2-1 Real Madrid
- 10 mars, Championnat d'Espagne : au Camp Nou, le FC Barcelone arrache le match nul 3-3 face au Real Madrid grâce à un triplé de Lionel Messi.
- 12 mars : Juergen Roeber démissionne de son poste d'entraîneur du Borussia Dortmund après seulement 8 matchs passés à la tête de l'équipe. Thomas Doll, ancien entraîneur de Hambourg, le remplace.
- 18 mars : Coupe de la Ligue écossaise, finale : Hibernian FC remporte la Coupe de la Ligue d'Écosse en battant largement Kilmarnock sur le score de 5-1.
- 22 mars : Coupe de la Ligue portugaise, finale : V. Setúbal remporte la première Coupe de la Ligue du Portugal face au Sporting sur le sore de 0-0, (3-2 t.a.b.).
- 28 mars : premières sélections en équipe de France pour Samir Nasri et Karim Benzema, à l'occasion du match amical France-Autriche au Stade de France.
- 31 mars :
  - Championnat d'Angleterre : Liverpool bat largement Arsenal 4-1, notamment grâce à un triplé de Peter Crouch. C'est la plus lourde défaite des Gunners en championnat depuis six ans.
  - Coupe de la Ligue, finale : les Girondins de Bordeaux remportent la Coupe de la Ligue face à l'Olympique lyonnais. L'unique but de la partie est inscrit en toute fin de match par Henrique.

## Avril
- 2 avril : Giancarlo Abete est élu président de la fédération italienne de football. Il succède à Luca Pancalli.
- 3 et 4 avril, Ligue des champions de l'UEFA, quarts de finale aller :
  - Milan AC 2-2 Bayern de Munich
  - PSV Eindhoven 0-3 Liverpool Football Club
  - AS Rome 2-1 Manchester United
  - Chelsea Football Club 1-1 Valence CF
- 5 avril, Coupe de l'UEFA, quarts de finale aller :
  - AZ Alkmaar 0-0 Werder Brême
  - Bayer Leverkusen 0-3 Osasuna Pampelune
  - FC Séville 2-1 Tottenham Hotspur
  - Espanyol Barcelone 3-2 Benfica Lisbonne
- 10 avril :
  - Championnat d'Espagne : le Celta Vigo limoge son entraîneur Fernando Vazquez. L'ancien footballeur bulgare Hristo Stoitchkov le remplace. Le club reste sur une série de trois défaites consécutives et pointe à la 18e place du classement à seulement 9 journées de la fin du championnat.
  - Chris Coleman est limogé de son poste d'entraîneur de Fulham. Lawrie Sanchez lui succède.
  - Ligue des champions de l'UEFA, quarts de finale retour : les Red Devils atomisent l'AS Rome sur le score de 7-1. Ceci constitue la plus large victoire de toute l’histoire de MU en Ligue des champions. Dans l'autre match, Chelsea s'impose 2-1 sur la pelouse de Valence. Au vu des matchs allers, les équipes qualifiées pour les demi-finales se nomment Manchester et Chelsea.
- 11 avril, Ligue des champions de l'UEFA, quarts de finale retour : le Milan AC s'impose 2-0 sur la pelouse du Bayern Munich tandis que Liverpool s'impose 1-0 face au PSV Eindhoven. Au vu des matchs allers, les clubs qualifiés pour les demi-finales se nomment Milan et Liverpool.
- 12 avril, Coupe de l'UEFA, quarts de finale retour :
  - Werder Brême 4-0 AZ Alkmaar
  - Bayer Leverkusen 1-0 Osasuna Pampelune
  - FC Séville 2-2 Tottenham Hotspur
  - Espanyol Barcelone 0-0 Benfica Lisbonne
- 14 avril :
  - L'AJ Auxerre dispute son 1000e match en Ligue 1.
  - Coupe d'Angleterre, demi-finale : Manchester United accède en finale à la suite de sa victoire sur Watford, 4-1.
- 14 et 15 avril, 32e journée du championnat de France : nouveau record de la journée la moins prolifique en buts de l'histoire du championnat de France avec seulement 8 buts inscrits en 10 matchs.
- 15 avril, Coupe d'Angleterre, demi-finale : Chelsea rejoint Manchester en finale à la suite de sa victoire face à Blackburn, 2-1 après prolongations.
- 17 avril, Coupe de France, demi-finale : fin de l'aventure pour les amateurs de Montceau les Mines (CFA), éliminés par Sochaux (2-0). Les Montcelliens auront tout de même tenus jusqu'aux prolongations.
- 18 avril :
  - L'UEFA attribue l'organisation de l'Euro 2012 à la Pologne et à l'Ukraine.
  - Championnat d'Italie : première défaite en championnat pour l'Inter Milan. C'est l'AS Rome qui créé l'exploit en s'imposant 1-3 à San Siro.
  - L'Olympique de Marseille accède en finale de la Coupe de France à la suite de sa victoire face au FC Nantes (3-0). La finale opposera donc l'OM au FC Sochaux.
- 21 avril : l'Olympique lyonnais est champion de France à 5 journées de la fin du championnat. C'est le sixième titre consécutif remporté par l'OL; ce qui constitue un record en France.
- 22 avril : l'Inter Milan est sacrée championne d'Italie. Avec 16 points d'avance sur la Roma, son dauphin, elle égale le record établi par le Torino en 1948 et la Fiorentina en 1956.
- 24 avril, Ligue des champions de l'UEFA, demi-finale aller : Manchester United arrache la victoire face au Milan AC à Old Trafford (3-2).
- 25 avril, Ligue des champions de l'UEFA, demi-finale aller : Chelsea s'impose 1-0 face à Liverpool à Stamford Bridge.
- 26 avril, Coupe de l'UEFA, demi-finales aller : l'Espanyol Barcelone s'impose 3 à 0 face au Werder Brême tandis que l'Osasuna Pampelune l'emporte 1 à 0 face au FC Séville.
- 29 avril :
  - Sam Allardyce quitte son poste de manager de Bolton après plus de huit années passées au club. Sammy Lee le remplace.
  - Le PSV Eindhoven est sacré champion des Pays-Bas. Grâce à une meilleure différence de but avec son dauphin (+50 pour le PSV contre +49 pour l'Ajax), le PSV est, sur le fil, champion des Pays-Bas pour la troisième année consécutive.
  - Coupe UEFA féminine, finale : l'Arsenal Ladies Football Club remporte la Coupe UEFA féminine face au club suédois de l'Umeå IK.

## Mai
- 1er mai, Ligue des champions de l'UEFA, demi-finale retour : Liverpool accède en finale en éliminant Chelsea aux tirs au but (1-0 et 4-1 t.a.b.).
- 2 mai, Ligue des champions de l'UEFA, demi-finale retour : le Milan AC accède en finale à la suite de sa large victoire sur Manchester United, 3-0.
- 3 mai :
  - Erwin Koeman démissionne de son poste d'entraîneur du Feyenoord Rotterdam.
  - Coupe de l'UEFA, demi-finales retour : l'Espanyol Barcelone s'impose 2 à 1 face au Werder Brême et accède en finale. Le FC Séville s'impose 2-0 face à l'Osasuna Pampelune et défendra donc son titre le 16 mai prochain à Hampden Park.
  - Ligue des champions arabes, finale aller : l'Entente Sportive Sétifienne et la formation jordanienne d'Al Faysali Amman se neutralisent (1-1).
- 6 mai :
  - Manchester United est sacré champion d'Angleterre. Chelsea s'est en effet contenté d'un match nul sur la pelouse d'Arsenal, 1-1, rendant désormais mathématiquement impossible tout retour des Blues sur les Red Devils au classement.
  - Coupe des Pays-Bas, finale : l'Ajax Amsterdam remporte le trophée aux tirs au but face à l'AZ Alkmaar.
- 7 mai : Glenn Roeder démissionne de son poste de manager de Newcastle United. Sam Allardyce le remplace quelques jours plus tard.
- 9 mai, Championnat de France : après plus de 44 années passées en Ligue 1, le FC Nantes est relégué en Ligue 2.
- 10 mai : surprise à l'occasion des demi-finales retour de la Coupe d'Espagne, avec Getafe qui élimine le FC Barcelone. Après s'être incliné 5-2 au Camp Nou à l'aller, Getafe renverse la tendance et obtient sa qualification pour la finale en inscrivant 4 buts.
- 12 mai, Coupe de France, finale : le FC Sochaux remporte la deuxième Coupe de France de son histoire en battant l'Olympique de Marseille aux tirs au but (2-2 et 5-4 t.a.b.).
- 15 mai : 
  - Stuart Pearce est limogé de son poste de manager de Manchester City.
  - Paul Jewell démissionne de son poste d'entraîneur de Wigan. Chris Hutchings, son assistant, le remplace.
- 16 mai :
  - Jean-Michel Aulas est élu président du G14. Il était seul candidat.
  - Coupe de l'UEFA, finale : le FC Séville remporte le titre en s'imposant 3 tirs au but à 1, après un match nul 2-2 à l'issue des prolongations face à l'Espanyol Barcelone. Le FC Séville conserve ainsi son titre et devient le 2e club de l'histoire à remporter deux fois de suite la Coupe de l'UEFA, après le Real Madrid en 1985 et en 1986.
- 17 mai :
  - Coupe d'Italie, finale retour : l'Inter Milan s'impose 2-1 face à l'AS Rome, mais la Roma l'ayant emporté 6-2 à l'aller, c'est le club romain qui remporte le titre.
  - Ligue des champions arabes, finale retour : l'Entente Sportive Sétifienne remporte la Coupe en battant la formation jordanienne d'Al-Fayçali 1-0. C'est la première fois qu'une équipe algérienne remporte le trophée.
- 19 mai :
  - Klaus Augenthaler est limogé de son poste d'entraîneur du VfL Wolfsburg à la suite d'une cinquième défaite d'affilée en championnat. Felix Magath le remplace à compter de la saison 2007-2008.
  - Finale de la Coupe d'Angleterre : Chelsea remporte la Cup face à Manchester United grâce à un but de Didier Drogba (1-0). Ce match voit l'inauguration du nouveau Stade de Wembley à Londres.
  - Le VfB Stuttgart est sacré champion d'Allemagne. Il s'agit du cinquième titre de champion pour Stuttgart.
- 20 mai : l'attaquant brésilien Romário entre dans la légende en inscrivant son 1000e but. Ce total est validé par la FIFA.

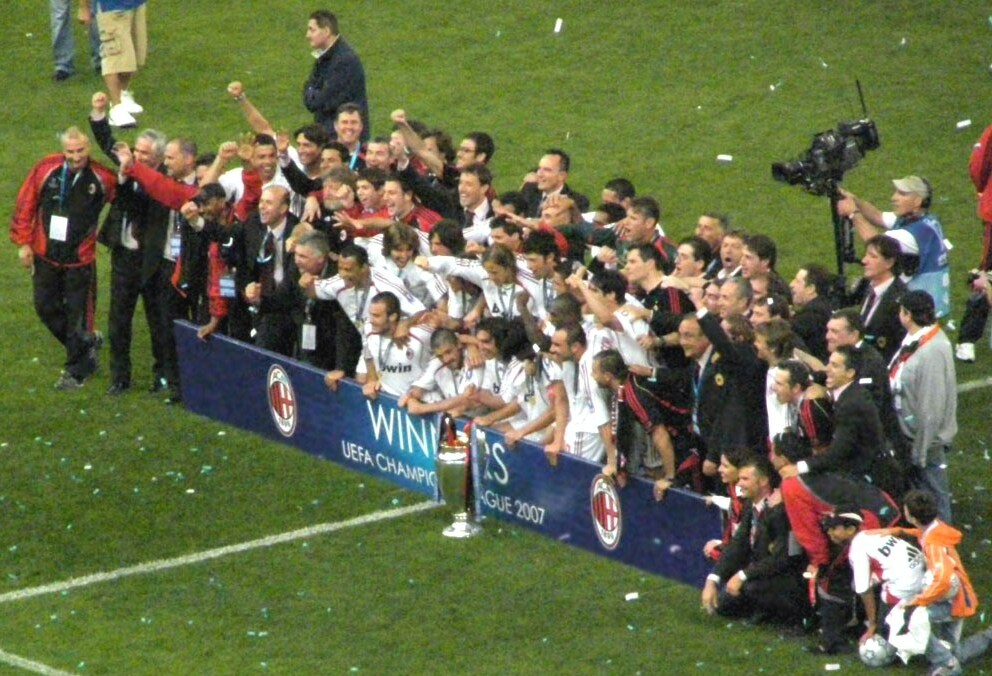
Les joueurs de l'AC Milan célébrant leur victoire en Ligue des champions.

- Les joueurs de l'AC Milan célébrant leur victoire en Ligue des champions.23 mai, Ligue des champions de l'UEFA, finale : à Athènes, le Milan AC remporte la Ligue des champions sur le score de 2-1 contre le club anglais de Liverpool. Filippo Inzaghi signe un doublé. C'est la septième Ligue des champions gagnée par le Milan AC.
- 25 mai : Gérard Houllier démissionne de son poste d'entraîneur de l'Olympique lyonnais. Alain Perrin lui succède quelques jours plus tard.
- 26 mai :
  - Didier Deschamps quitte son poste d'entraîneur de la Juve. Claudio Ranieri le remplace quelques jours plus tard.
  - Coupe d'Allemagne, finale : le FC Nuremberg remporte la Coupe d'Allemagne 3-2 après prolongation face à Stuttgart. Le VfB Stuttgart est ainsi privé du doublé Coupe-Championnat.
  - Coupe de Belgique, finale : le FC Bruges remporte la finale de la Coupe de Belgique face au Standard de Liège grâce à un but de Manasseh Ishiaku.
- 28 mai : Francis Gillot démissionne de son poste d'entraîneur du RC Lens.
- 30 mai :
  - L'attaquant italien Luca Toni signe un contrat de 4 ans en faveur du Bayern de Munich.
  - Manchester United annonce le recrutement du portugais Nani et du brésilien Anderson. Les Diables Rouges ont dû dépenser 55 millions d'euros pour débaucher ces deux jeunes prodiges.

## Juin
- 1er juin :
  - Laurent Roussey est nommé entraîneur de l'AS Saint-Étienne en remplacement du tchèque Ivan Hašek.
  - Walter Mazzarri devient le nouvel entraîneur de l'UC Sampdoria Gênes.
  - Lucien Favre prend le poste d'entraîneur du Hertha Berlin.
- 2 juin : Frédéric Hantz devient le nouvel entraîneur du FC Sochaux.
- 5 juin : 
  - Guy Roux reprend du service en prenant les commandes du Racing Club de Lens.
  - Karl-Heinz Feldkamp devient le nouvel entraîneur de Galatasaray. Il succède à Eric Gerets.
- 6 juin :
  - Le brésilien Ricardo devient le nouvel entraîneur de l'AS Monaco.
  - Ouverture de la Gold Cup aux États-Unis. La Guadeloupe dispute le tout premier match de son histoire dans cette compétition en faisant match nul 1-1 contre Haïti.
- 7 juin : Franck Ribéry quitte l'Olympique de Marseille et rejoint le Bayern de Munich pour un transfert évalué à 26 millions d'euros. Cette transaction constitue un record en Bundesligua. Pour le remplacer, l'OM recrute le milieu de terrain international algérien Karim Ziani.
- 8 juin : 
  - Laurent Blanc commence sa carrière d'entraîneur en prenant en main le club des Girondins de Bordeaux.
  - Rudi Garcia devient le nouvel entraîneur du Mans.
- 10 juin : Luis Fernandez est démis de ses fonctions d’entraîneur du Betis Séville, à la suite d'une lourde défaite en championnat face à Osasuna. L'argentin Héctor Cúper lui succède quelques jours plus tard.
- 13 juin : Jean-Marc Furlan devient entraîneur et manager général du Racing Club de Strasbourg.
- 14 juin : Bert van Marwijk prend le poste d'entraîneur du Feyenoord Rotterdam. Il avait déjà entraîné ce club de 2000 à 2004.
- 16 juin : l'Olympique lyonnais annonce les arrivées de Kader Keita et de Mathieu Bodmer. Le transfert de Kader Keita, évalué à 18 millions d'euros, constitue un record pour l'OL.
- 17 juin :
  - L'Angleterre rejoint la Belgique, les Pays-Bas et la Serbie en demi-finale du Championnat d'Europe espoirs organisé aux Pays-Bas.
  - La Guadeloupe se qualifie pour la première fois de son histoire en demi-finale de la Gold Cup.
  - Le Real Madrid remporte son 30e titre de Champion d'Espagne en battant le RCD Majorque sur le score de 3-1. Le Real devance le Barça à la suite du décompte des confrontations directes entre les deux clubs (les 2 rivaux ayant le même nombre de points au terme de la saison).
- 18 juin : José Manuel Esnal démissionne de son poste d'entraîneur de l'Athletic Bilbao.
- 19 juin : Roberto Carlos signe un contrat de 2 ans en faveur du club turc de Fenerbahçe, après 11 années passées sous les couleurs du Real Madrid.
- 20 juin, Copa Libertadores, finale : le CA Boca Juniors remporte la Copa Libertadores face au Grêmio Foot-Ball Porto Alegrense. C'est la sixième Copa Libertadores remportée par Boca.
- 21 juin : Joaquín Caparrós démissionne de son poste d'entraîneur du Deportivo La Corogne. Miguel Ángel Lotina le remplace quelques jours plus tard.
- 22 juin : l'international portugais Tiago Mendes quitte l'Olympique lyonnais et rejoint la Juventus.
- 23 juin :
  - Championnat d'Europe espoirs, finale : les Pays-Bas remportent l'Euro en disposant de la Serbie 4 buts à 1. Les Néerlandais conservent ainsi leur titre.
  - Coupe d'Espagne, finale : le FC Séville remporte la Coupe du Roi en battant Getafe 1-0. Séville réalise ainsi le triplé Supercoupe de l'UEFA - Coupe UEFA - Coupe d'Espagne.
- 24 juin, Gold Cup, finale : les États-Unis remportent la Coupe en battant le Mexique 2-1, conservant ainsi leur titre acquis en 2005.
- 25 juin : Thierry Henry signe un contrat de 4 ans avec le FC Barcelone, après 8 années passées sous le maillot d'Arsenal. Le montant du transfert est de 24 millions d'euros. Dans le même temps, le club blaugrana annonce l'arrivée du milieu relayeur ivoirien Yaya Touré.
- 26 juin : l'attaquant allemand Miroslav Klose s'engage pour 4 saisons en faveur du Bayern de Munich, après moult négociations avec son club, le Werder Brême.
- 28 juin : Fabio Capello est démis de ses fonctions d'entraîneur du Real Madrid.
- 29 juin :
  - Le défenseur lyonnais Éric Abidal signe un contrat de 4 ans en faveur du FC Barcelone.
  - L'attaquant anglais Darren Bent signe un contrat de six ans en faveur de Tottenham Hotspur. Le montant du transfert, évalué à 25 millions d'euros, constitue un record pour le club.
- 30 juin : l'attaquant uruguayen Diego Forlán signe à l'Atlético de Madrid. Le montant payé par le club madrilène est de 21 millions d'euros.

## Principaux champions nationaux 2006-2007
- Algérie : ES Sétif
- Allemagne : VfB Stuttgart
- Angleterre : Manchester United
- Argentine : tournoi de clôture : CA San Lorenzo
- Australie : Melbourne Victory
- Autriche : Red Bull Salzbourg
- Belgique : Royal Sporting Club d'Anderlecht
- Bulgarie : Levski Sofia
- Croatie : Dinamo Zagreb
- Danemark : FC Copenhague
- Écosse : Celtic Glasgow
- Espagne : Real Madrid
- France : Olympique lyonnais
- Grèce : Olympiakos Le Pirée
- Hongrie : Debrecen VSC
- La Réunion : US Stade Tamponnaise
- Italie : Inter Milan
- Maroc : Olympique de Khouribga
- Mexique : tournoi de clôture : CF Pachuca
- Pays-Bas : PSV Eindhoven
- Pologne : Zaglebie Lubin
- Portugal : FC Porto
- République tchèque : AC Sparta Prague
- Roumanie : Dinamo Bucarest
- Serbie : Étoile rouge Belgrade
- Suisse : FC Zurich
- Tunisie : Étoile sportive du Sahel
- Turquie : Fenerbahçe
- Ukraine : Dynamo Kiev

## Juillet
- 1er juillet : comme annoncé depuis plusieurs semaines, le milieu de terrain international anglais Owen Hargreaves quitte le Bayern de Munich et s'engage en faveur du club anglais de Manchester United. Le montant du transfert avoisine les 25 millions d’euros.
- 4 juillet : l'attaquant espagnol Fernando Torres quitte l'Atlético de Madrid et rejoint le club anglais de Liverpool. Le montant payé par les Reds est de 36 millions d'euros, ce qui en fait le footballeur espagnol le plus cher de l'histoire.
- 6 juillet : Sven-Göran Eriksson, ancien sélectionneur de l'équipe d'Angleterre, est nommé manager de Manchester City.
- 9 juillet :
  - Bernd Schuster devient le nouvel entraîneur du Real Madrid.
  - L'arrière gauche international italien Fabio Grosso signe à l'Olympique lyonnais, après une saison passée chez les Nerazzurri.
  - Florent Malouda signe un contrat de 4 ans en faveur de Chelsea. L'indemnité de transfert versée à l'Olympique lyonnais est de 21 millions d'euros.
- 10 juillet : le défenseur brésilien Pepe signe un contrat de 4 ans en faveur du Real Madrid, pour un transfert évalué à 30 millions d'euros.
- 11 juillet :
  - Le défenseur argentin Gabriel Milito signe un contrat de 4 ans en faveur du FC Barcelone.
  - Le défenseur allemand Christoph Metzelder signe un contrat de 4 ans en faveur du Real Madrid.
- 12 juillet : le défenseur français Bacary Sagna s'engage pour 4 saisons avec le club londonien d'Arsenal.
- 13 juillet :
  - Le jeune attaquant néerlandais Ryan Babel quitte l'Ajax Amsterdam et rejoint les Reds de Liverpool.
  - L'attaquant argentin Javier Saviola quitte le FC Barcelone et rejoint le Real Madrid.
  - Joaquín Caparrós devient le nouvel entraîneur de l'Athletic Bilbao.
- 15 juillet, Copa América, finale : le Brésil remporte la Copa América en battant l'Argentine 3-0. La Seleção conserve ainsi son titre.
- 22 juillet, Coupe du monde des moins de 20 ans, finale : l'Argentine décroche son sixième titre de championne du monde -20 ans grâce à une victoire 2-1 sur la République tchèque.
- 27 juillet :
  - L'attaquant international portugais Simão Sabrosa s'engage pour 5 saisons en faveur de l'Atlético de Madrid. L'indemnité de transfert versée au Benfica Lisbonne est de 20 millions d'euros.
  - Le défenseur international roumain Christian Chivu quitte l'AS Rome et s'engage avec l'Inter Milan. S'achève ainsi l'un des plus « longs » transferts de l'été.
  - Championnat d'Europe des moins de 19 ans, finale : l'équipe d'Espagne des moins de 19 ans est sacrée championne d'Europe en s'imposant sur le score de 1-0 face à l'équipe de Grèce des moins de 19 ans.
- 28 juillet :
  - À Gerland, l'Olympique lyonnais remporte le Trophée des champions face au FC Sochaux (2-1).
  - Coupe de la ligue d'Allemagne, finale : le Bayern de Munich remporte la Coupe de la ligue d'Allemagne face à Schalke 04. L'unique but de la partie est inscrit par Miroslav Klose.
- 29 juillet, Coupe d'Asie des nations, finale : l'Irak remporte son premier titre continental à la suite de sa victoire 1-0 sur l'Arabie saoudite.
- 30 juillet : après de nombreuses négociations, l'attaquant international espagnol José Antonio Reyes signe un contrat de quatre ans en faveur de l'Atlético de Madrid.

## Août
- 2 août : le Milan AC recrute l'attaquant brésilien Pato pour la somme de 22 millions d'euros. Le jeune prodige ne pourra évoluer sous son nouveau maillot qu'à partir de 2008 puisqu'il est encore mineur.
- 3 août au  2 décembre : tournoi de clôture du championnat du Panama.
- 4 août : reprise du Championnat de France avec un match nul (0-0) entre Strasbourg et Marseille. Finalement seulement 13 buts sont marqués lors de cette première journée, ce qui n'était plus arrivé depuis la saison 1994/1995.
- 5 août : Manchester United remporte le Community Shield aux dépens de Chelsea (1-1, 3 tab à 0). Edwin van der Sar, le gardien des Red Devils, stoppe trois tirs au but.
- 9 août : le Real Madrid recrute l'ailier gauche du Feyenoord Rotterdam Royston Drenthe. Il remplace Roberto Carlos, parti à Fenerbahce.
- 10 août : après de multiples complications, Manchester United recrute l'attaquant argentin Carlos Tévez en provenance de West Ham United.
- 11 août :
  - Reprise du Championnat d'Angleterre avec notamment une victoire de Newcastle sur Bolton, 3-1.
  - Reprise du Championnat d'Allemagne avec notamment une large victoire du Bayern Munich sur le Hansa Rostock (3-0).
  - Supercoupe des Pays-Bas : l'Ajax Amsterdam remporte le trophée face au PSV Eindhoven (1-0).
- 12 août : le Real Madrid recrute le milieu de terrain international néerlandais Wesley Sneijder pour la somme de 27 millions d'euros.
- 20 août : Fernando Santos est limogé de son poste d'entraîneur du Benfica Lisbonne. José Antonio Camacho, déjà entraîneur du club de 2002 à 2004, lui succède.
- 21 août :
  - Après une saison passée au Real Madrid, le footballeur brésilien Emerson retourne en Italie et rejoint le Milan AC.
  - Supercoupe d'Espagne, finale retour : lourde défaite infligé par le FC Séville au Real Madrid (5-3). Frédéric Kanouté est l'auteur d'un triplé. Au match aller, Séville l'avait emporté 1-0.
- 22 août :
  - Après moult rebondissements, l'attaquant international français Sylvain Wiltord signe à Rennes, son club formateur.
  - Le footballeur brésilien Cicinho quitte le Real Madrid et s'engage avec l'AS Rome.
- 23 août : le Real Madrid enregistre l'arrivée du défenseur argentin Gabriel Heinze en provenance de Manchester United. Dans le même temps, le club madrilène recrute le footballeur néerlandais de Chelsea Arjen Robben pour la somme de 36 millions d'euros. Ceci fait de lui le troisième néerlandais recruté par le Real cette saison.
- 25 août :
  - Reprise du Championnat d'Italie avec notamment une large victoire de la Juventus face à Livourne (5-1). David Trezeguet est l'auteur d'un triplé.
  - Reprise du Championnat d'Espagne avec le derby madrilène remporté par le Real Madrid sur l'Atlético de Madrid (2-1).
  - Guy Roux démissionne de son poste d'entraîneur du Racing Club de Lens, à la suite du début de saison médiocre des sang et or (2 points pris en 4 matchs). Jean-Pierre Papin le remplace.
- 28 août : le footballeur international espagnol Antonio Puerta décède des suites des nombreux arrêts cardiaques qu'il a eus pendant et après le match de Liga : FC Séville-Getafe CF du 25 août.
- 31 août :
  - En manque de temps de jeu, l'international français Lassana Diarra quitte le club londonien de Chelsea et rejoint celui d'Arsenal.
  - Le Milan AC remporte la Supercoupe de l'UEFA en battant le FC Séville sur le score de 3-1.

## Septembre
- 1er septembre, Championnat d'Angleterre : carton de Liverpool face à Derby County (6-0).
- 10 septembre : début de la Coupe du monde féminine qui se déroule en Chine. En match d'ouverture, très large victoire de l'Allemagne sur l'Argentine : 11-0.
- 15 septembre, Championnat de France : festival de buts au Stade Saint-Symphorien où l'OL étrille le FC Metz sur le score de 5-1. Karim Benzema est l'auteur d'un triplé.
- 18 septembre, Ligue des champions de l'UEFA, 1re journée :
  - Groupe A : Olympique de Marseille 2-0 Beşiktaş JK
- 19 septembre :
  - José Mourinho quitte son poste d'entraîneur de Chelsea à la suite des relations difficiles entretenues avec Roman Abramovitch, le président du club. L'israélien Avraham Grant le remplace.
  - Ligue des champions de l'UEFA, 1re journée :
    - Groupe E : FC Barcelone 3-0 Olympique lyonnais
- 23 septembre, Championnat d'Angleterre : le choc entre Manchester United et Chelsea est remporté par les Red Devils, 2-0.
- 25 septembre : Eric Gerets devient le nouvel entraîneur de l'Olympique de Marseille en remplacement d'Albert Emon. L'OM, seizième de Ligue 1 après neuf journées, n'a remporté qu'une seule victoire en championnat.
- 29 septembre, Championnat d'Italie : large victoire de l'Inter Milan sur l'AS Rome (4-1).
- 30 septembre, Coupe du monde féminine, finale : victoire de l'Allemagne sur le Brésil 2-0. Les Allemandes conservent leur titre sans avoir concédé le moindre but durant la compétition.

## Octobre
- 1er octobre, Championnat d'Angleterre : le match entre Tottenham et Aston Villa se solde par un prolifique match nul : 4-4 !
- 2 octobre, Ligue des champions de l'UEFA, 2e journée :
  - Groupe E : Olympique lyonnais 0-3 Glasgow Rangers
- 3 octobre, Ligue des champions de l'UEFA, 2e journée :
  - Groupe A : Liverpool Football Club 0-1 Olympique de Marseille
  - Groupe B : Valence CF 1-2 Chelsea FC
- 7 octobre, Championnat des Pays-Bas : très large victoire du SC Heerenveen sur l'Heracles Almelo (9-0). Afonso Alves réalise l'exploit de marquer 7 buts lors de ce match.
- 17 octobre : Sammy Lee quitte son poste de manager de Bolton. Le club de la banlieue de Manchester pointe à l'avant-dernière place de la Premier League après 9 journées de championnat.
- 20 octobre : 
  - Championnat d'Italie : prolifique match nul entre l'AS Rome et Naples (4-4).
  - Championnat de France : victoire de l'AJ Auxerre sur le FC Lorient (5-3). Le polonais Ireneusz Jeleń inscrit un triplé.
- 23 octobre, Ligue des champions de l'UEFA, 3e journée : carton d'Arsenal face au Slavia Prague (7-0), ce qui constitue un record pour un match de LDC.
  - Groupe E : VfB Stuttgart 0-2 Olympique lyonnais
- 24 octobre, Ligue des champions de l'UEFA, 3e journée :
  - Groupe A : Olympique de Marseille 1-1 FC Porto
- 25 octobre : 
  - Knut Törum est limogé de son poste d'entraîneur de Rosenborg. Trond Henriksen, son assistant, le remplace.
  - Gary Megson devient le nouvel entraîneur des Bolton Wanderers.
- 26 octobre : 
  - Martin Jol est démis de ses fonctions de manager de Tottenham.
  - Juande Ramos démissionne de son poste d'entraîneur du FC Séville. Il prend la succession de Martin Jol à Tottenham.
- 27 octobre : 
  - Manolo Jiménez devient le nouvel entraîneur du FC Séville. Il s'occupait auparavant de la réserve du club andalou.
  - Championnat d'Angleterre : très large victoire de Chelsea face à Manchester City : 6-0 !
- 28 octobre : Quique Sánchez Flores est limogé de son poste d'entraîneur du Valence CF, à la suite d'une défaite 3-0 face au FC Séville. Ronald Koeman, entraîneur du PSV Eindhoven, prend les rênes de l'équipe le 31 octobre.
- 30 octobre : 
  - La FIFA exclut la fédération du Koweït pour non-application de ses directives. Cette mesure interdit de fait l'équipe du Koweït, les clubs et arbitres koweitiens de participer à des compétitions internationales.
  - Le Brésil est désigné pays organisateur de la Coupe du monde 2014.
- 31 octobre : 
  - Championnat d'Espagne : large victoire du Real Madrid sur le Valence CF (5-1).
  - Championnat d'Italie : le derby romain entre l'AS Rome et la SS Lazio est remporté par la Roma, 3-2.

## Novembre
- 3 novembre, Championnat d'Angleterre : le choc au sommet entre Arsenal (leader) et Manchester United (second) se solde par un match nul (2-2) à l'Emirates Stadium.
- 6 novembre, Ligue des champions de l'UEFA, 4e journée : la très large victoire de Liverpool face à Beşiktaş (8-0), constitue un nouveau record pour un match de LDC.
  - Groupe A : FC Porto 2-1 Olympique de Marseille
- 7 novembre, Ligue des champions de l'UEFA, 4e journée : 
  - Groupe E : Olympique lyonnais 4-2 VfB Stuttgart
- 9 novembre : 
  - Ruud Gullit devient le nouvel entraîneur des Los Angeles Galaxy. Il succède à Frank Yallop.
  - Ligue des champions de la CAF, finale retour : les tunisiens de l'Étoile sportive du Sahel s'imposent 3 buts à 1 face à l'équipe égyptienne d'Al Ahly Le Caire. Après le match nul et vierge réalisé à l'aller, c'est donc l'Étoile sportive du Sahel qui remporte sa toute première Ligue des champions africaine, après 2 finales perdues en 2004 et 2005.
- 10 novembre, Championnat d'Allemagne : première défaite de la saison pour le Bayern de Munich. C'est le VfB Stuttgart qui fait chuter le leader 3-1 au Gottlieb-Daimler-Stadion.
- 11 novembre : 
  - Un supporter de la Lazio Rome est tué par un policier sur une aire d'autoroute lors d'une rixe avec des tifosi de la Juventus. Ce drame déclenche de nombreuses violences entre des groupes d'ultras et les forces de l'ordre en Italie.
  - Championnat d'Espagne : prolifique match entre le Real Madrid et le RCD Majorque. Les Madrilènes s'imposent 4-3 au terme d'un match à suspense.
  - Championnat de France : victoire de l'OM (19e de L1 après 14 journées), sur l'OL (leader), 2-1 au Stade de Gerland.
  - Coupe du monde de football de plage, finale : le Brésil conserve son titre de champion de monde de beach soccer en battant facilement le Mexique (8-2) sur la plage brésilienne de Copacabana.
- 12 novembre : le RSC Anderlecht limoge son entraîneur Franky Vercauteren à la suite d'une série de mauvais résultats. Ariël Jacobs, son adjoint, lui succède.
- 16 novembre : Daniel Passarella démissionne de son poste d'entraîneur de River Plate. Jorge Gordillo, entraîneur de l'équipe réserve, assure l'intérim.
- 18 novembre : Major League Soccer (MLS) : Houston Dynamo conserve son titre de champion des États-Unis en battant les New England Revolution (2-1).
- 19 novembre : 
  - Le Hambourg SV annonce le départ de son entraîneur Huub Stevens pour le PSV Eindhoven. Ce départ ne sera effectif qu'à la fin de la saison.
  - Steve Bruce prend le poste d'entraîneur de Wigan. Il succède à Chris Hutchings.
- 22 novembre : Steve McClaren est démis de son poste de sélectionneur de l'équipe d'Angleterre, à la suite de la non-qualification des Anglais pour l'Euro 2008.
- 24 novembre, Championnat de France : à noter la large victoire du Stade Malherbe de Caen sur les Girondins de Bordeaux (5-0).
- 26 novembre : Stefano Colantuono, entraîneur de Palerme, est remercié. Francesco Guidolin, entraîneur du club à de nombreuses reprises, lui succède.
- 27 novembre : 
  - Alex McLeish démissionne de son poste de sélectionneur de l'équipe d'Écosse.
  - Ligue des champions de l'UEFA, 5e journée : 
    - Groupe E : Olympique lyonnais 2-2 FC Barcelone
- 28 novembre : 
  - Paul Jewell est nommé manager de Derby County. Il remplace Billy Davies.
  - Alex McLeish devient le nouvel entraîneur de Birmingham. Il succède à Steve Bruce.
  - Ligue des champions de l'UEFA, 5e journée : 
    - Groupe A : Beşiktaş JK 2-1 Olympique de Marseille
    - Groupe A : Liverpool Football Club 4-1 FC Porto

## Décembre
- 1er décembre, Championnat d'Italie : le choc entre le Milan AC et la Juventus se solde par un match nul et vierge à San Siro.
- 2 décembre : 
  - Sans surprise, le brésilien Kaká est désigné Ballon d'or France Football au titre de l'année 2007.
  - 2000e match en Ligue 1 pour les Girondins de Bordeaux à l'occasion du derby face à Toulouse. Les Girondins offrent un véritable spectacle en s'imposant 4-3 au terme d'un match à suspense.
- 3 décembre : Héctor Cúper est limogé de son poste d'entraîneur du Bétis Séville. Francisco Chaparro, entraîneur de l'équipe réserve, le remplace.
- 4 décembre : Ligue des champions de l'UEFA, 6e journée : 
  - Groupe D : Milan AC 1-0 Celtic Glasgow
  - Groupe D : Shakhtar Donetsk 1-2 Benfica Lisbonne
- 8 décembre, Championnat d'Allemagne : très large victoire du Borussia Dortmund sur l'Arminia Bielefeld (6-1).
- 9 décembre, Championnat d'Angleterre : première défaite de la saison pour Arsenal. Les Gunners s'inclinent 2-1 sur le terrain de Middlesbrough.
- 10 décembre : Ernst Middendorp est démis de ses fonctions d'entraîneur de l'Arminia Bielefeld. Michael Frontzeck le remplace quelques jours plus tard.
- 11 décembre, Ligue des champions de l'UEFA, 6e journée : 
  - Groupe A : Olympique de Marseille 0-4 Liverpool FC
  - Groupe B : Chelsea FC 0-0 Valence CF
- 12 décembre : 
  - Frédéric Hantz est limogé de son poste d'entraîneur du FC Sochaux. Les Francs-Comtois pointent à l'avant dernière place de Ligue 1 après 17 journées.
  - Ligue des champions de l'UEFA, 6e journée : 
    - Groupe E : Glasgow Rangers 0-3 Olympique lyonnais
    - Groupe F : AS Rome 1-1 Manchester United
- 13 décembre  : Fabio Capello devient le nouveau sélectionneur de l'équipe d'Angleterre.
- 15 décembre, Championnat d'Allemagne : large victoire du Werder Brême sur le Bayer Leverkusen (5-2).
- 16 décembre : 
  - Championnat d'Angleterre : victoire d'Arsenal sur Chelsea (1-0), et de Manchester United sur la pelouse de Liverpool (1-0).
  - Coupe du monde des clubs, finale : le Milan AC remporte le Mondial des Clubs.
- 17 décembre : Guy Lacombe remplace Pierre Dréossi au poste d'entraîneur du Stade rennais.
- 21 décembre : 
  - Lawrie Sanchez est limogé de son poste de manager de Fulham.
  - Miguel Russo quitte son poste d'entraîneur de Boca Juniors. Carlos Ischia le remplace.
- 23 décembre : 
  - Francis De Taddeo est limogé de son poste d'entraîneur du FC Metz. Le club lorrain est lanterne rouge de la Ligue 1 à la trêve hivernale.
  - Championnat d'Espagne : le Real Madrid s'impose sur la pelouse du FC Barcelone grâce à un but du brésilien Julio Baptista (1-0).
  - Championnat d'Italie : l'Inter remporte le derby face au Milan AC (2-1).
- 24 décembre : Yvon Pouliquen prend le poste d'entraîneur du FC Metz.
- 26 décembre, Championnat d'Angleterre : prolifique match nul entre Chelsea et Aston Villa. 4 buts sont inscrits par les Blues et 4 buts sont inscrits par les Villans.
- 28 décembre : Roy Hodgson devient le nouveau manager de Fulham.
- 29 décembre, Championnat d'Angleterre : festival de buts à White Hart Lane, où Tottenham s'impose 6-4 sur Reading. Dimitar Berbatov inscrit un quadruplé en faveur de Tottenham.
- 31 décembre : Francis Gillot prend le poste d'entraîneur du FC Sochaux.

## Principaux décès
Plus d'informations : Liste de personnalités du football morts en 2007.
- 1er janvier : décès à 43 ans de Thierry Bacconnier, joueur français ayant remporté le Championnat de France en 1986 et la Coupe de France en 1983[1].
- 3 janvier : décès à 65 ans de Rolland Ehrhardt, joueur puis entraîneur français[2].
- 4 janvier : décès à 67 ans de Sandro Salvadore, international italien ayant remporté l'Euro 1968, 5 Championnat d'Italie et la Coupe d'Italie 1965.
- 8 janvier : décès à 92 ans de Jozef Wagner, joueur belge.
- 15 janvier : décès à 43 ans de David Vanole, international américain.
- 22 janvier : décès à 72 ans de Ramón Marsal Ribó, international espagnol ayant remporté la Coupe d'Europe des clubs champions 1956 et 2 Championnat d'Espagne.
- 4 février : décès à 81 ans de José Carlos Bauer, international brésilien ayant remporté la Copa América 1949 devenu entraîneur.
- 6 février : décès à 60 ans de Flavio Ortega, joueur brésilien ayant remporté le Championnat du Honduras 1974 et la Coupe du Honduras 1973 et comme entraîneur la Coupe des champions de la CONCACAF 1994 et 5 Championnat du Honduras. Il fut également sélectionneur du Honduras.
- 12 février : décès à 81 ans de Georg Buschner, international Est-Allemand devenu entraîneur.Il fut également sélectionneur de Allemagne de l'Est remportant la médaille d'or aux Jeux olympiques d'été de 1976 et la médaille de bronze aux Jeux olympiques d'été de 1980.
- 20 février : décès à 78 ans de Guy Cluseau, entraîneur français.Il fut également sélectionneur du Maroc.
- 23 février : décès à 65 ans de John Ritchie, joueur Anglais.
- 24 février : décès à 91 ans de Jock Dodds, international écossais.
- 1er mars : décès à 58 ans de Manuel Bento, international portugais ayant remporté 8 Championnat du Portugal et 6 Coupe du Portugal.
- 3 mars : décès à 81 ans de Benito Lorenzi, international italien.
- 12 mars : décès à 78 ans de René Hüssy, joueur suisse ayant remporté 3 Championnat de Suisse et 3 Coupe de Suisse puis comme entraîneur le Championnat de Suisse 1971.
- 16 mars : décès à 75 ans de Christian Cheyssac, joueur français[3].
- 19 mars : décès à 83 ans de Léon Rossi, joueur français ayant remporté le Championnat de France et la Coupe de france 1952[4].
- 22 mars : décès à 90 ans de Genia Walaschek, international suisse devenu entraîneur[5].
- 26 mars : décès à 49 ans d'Azmi Nassar, joueur puis entraîneur  israélo-palestinien.
- 2 avril : décès à 32 ans de Tadjou Salou, international togolais.
- 3 avril : décès à 79 ans de Simon Zimny, international français ayant remporté 3 Championnat de France et la Coupe de France 1958.
- 10 avril : décès à 68 ans de Michel Sénéchal, joueur français[6].
- 15 avril : décès à 79 ans de  Wladislaw Kowalski, joueur puis entraîneur français[7].
- 17 avril : décès à 75 ans de Raymond Kaelbel, international français ayant remporté le Championnat de France 1961 et 2 Coupe de France[8].
- 18 avril : décès à 70 ans d'Andrej Kvašňák, international tchécoslovaque[9].
- 21 avril : décès à 77 ans de Jules Sbroglia, joueur puis entraîneur français[10].
- 25 avril : décès à 61 ans d'Alan Ball, international anglais ayant remporté la Coupe du monde 1966 et le Championnat d'Angleterre en 1970 devenu entraîneur.
- 26 avril : décès à 58 ans de Florea Dumitrache, international roumain ayant remporté 3 Championnat de Roumanie et la Coupe de Roumanie en 1968[11].
- 12 mai : décès à 90 ans de Georges Hatz, joueur français ayant remporté le Championnat de France en 1946 et la Coupe de France en 1946 devenu entraîneur[12].
- 12 mai : décès à 23 ans d'Edy Vásquez, international hondurien.
- 26 mai : décès à 26 ans de Marek Krejčí, international slovaque ayant remporté le Championnat de Slovaquie 2000 et 2 Coupe de Slovaquie.
- 30 mai : décès à 72 ans de Werner Schley, international suisse.
- 24 juin : décès à 69 ans de Derek Dougan, international nord-irlandais ayant remporté la Coupe d'Irlande du Nord en 1956.
- 24 juin : décès à 60 ans de Léon Jeck, international belge ayant remporté 3 Championnat de Belgique[13].
- 24 juin : décès à 71 ans de Hans Sturm, international ouest-allemand ayant remporté 2 Championnat d'Allemagne.
- 26 juin : décès à 80 ans de Jupp Derwall, international ouest-allemand puis entraîneur ayant remporté le Championnat de Turquie 1987 et la Coupe de Turquie 1985. Il fut également sélectionneur de l'Allemagne de l'ouest avec qui il remporta le Championnat d'Europe des Nations  en 1980[14].
- 30 juin : décès à 76 ans de José María Orue, international espagnol ayant remporté le Championnat d'Espagne 1956 et 3 Coupe d'Espagne.
- 2 juillet : décès à 91 ans de Luigi Scarabello, international italien ayant remporté la médaille d'or aux Jeux olympiques 1936.
- 3 juillet : décès à 80 ans de Felix Gerritzen, international allemand.
- 8 juillet : décès à 23 ans d'Alemão, joueur brésilien.
- 11 juillet : décès à 64 ans d'Ove Grahn, international suédois ayant remporté le Championnat de Suisse 1971.
- 12 juillet : décès à 80 ans de José Iglesias Joseito, international espagnol ayant remporté  4 Coupe d'Europe des clubs champions et 4  Championnat d'Espagne.
- 23 juillet : décès à 53 ans de Giovanni Nuvoli, arbitre italien[15].
- 25 juillet : décès à 54 ans de Bernd Jakubowski, international est-allemand ayant remporté la médaille d'argent aux Jeux olympiques d'été de 1980, de 2 Championnat de RDA et 3 coupe de RDA.
- 31 juillet : décès à 93 ans de Giuseppe Baldo, international italien, champion olympique aux Jeux de Berlin en 1936.
- 7 août : décès à 63 ans de Miklós Páncsics, international hongrois ayant remporté la médaille d'or aux Jeux olympiques 1968, la médaille d'argent aux Jeux olympiques 1972, la Coupe des villes de foires 1965, 4 Championnat de Hongrie et 2 Coupe de Hongrie.
- 16 août : décès à 39 ans de Jeroen Boere, joueur néerlandais.
- 18 août : décès à 62 ans de Viktor Prokopenko, joueur ukrainien devenu entraîneur ayant remporté la d'URSS en 1990 et 3 Coupe d'Ukraine. Il fut également sélectionneur de l'Ukraine[16].
- 19 août : décès à 41 ans de Daniel Maes, joueur belge[17].
- 21 août : décès à 78 ans de Joseph Happart, international belge ayant remporté le Championnat de Belgique en 1958 et la Coupe de Belgique en 1954[18].
- 28 août : décès à 22 ans d'Antonio Puerta, international espagnol ayant remporté 2 Coupe UEFA et la Coupe d'Espagne en 2007[19].
- 1er septembre : décès à 76 ans de Viliam Schrojf, International  tchéslovaque.
- 3 septembre : décès à 55 ans de Juan Cabrera, joueur argentin[20].
- 3 septembre : décès à 24 ans de Gustavo Eberto, joueur argentin.
- 3 septembre : décès à 22 ans de Gift Leremi, international Sud-Africain ayant remporté le Championnat d'Afrique du Sud 2003.
- 3 septembre : décès à 99 ans de  Santiago Zubieta, joueur espagnol.
- 6 septembre : décès à 51 ans de Byron Stevenson, international gallois.
- 7 septembre : décès à 73 ans de Norman Deeley, international Anglais ayant remporté 3 Championnat d'Angleterre et la Coupe d'Angleterre 1960.
- 9 septembre : décès à 73 ans de Helmut Senekowitsch, international autrichien ayant remporté le Championnat d'Autriche 1971 et la Coupe d'Autriche 1970 devenu entraineur. Il fut également sélectionneur de son pays.
- 11 septembre : décès à 61 ans de Ian Porterfield, joueur Écossais ayant remporté la Coupe d'Angleterre1973 devenu entraîneur. Il fut également sélectionneur de la Zambie, Zimbabwe, l'Arabie Saoudite, d'Oman, de la Trinité et Tobago et de l'Arménie[21].
- 16 septembre : décès à 65 ans de Friedrich Rafreider, international autrichien.
- 19 septembre : décès à 81 ans de Georges Duffuler, joueur français[22].
- 20 septembre : décès à 77 ans de Johnny Gavin, international irlandais.
- 23 septembre : décès à 51 ans de Krzysztof Surlit, joueur polonais ayant remporté 2 Championnat de Pologne.
- 25 septembre : décès à 85 ans de Hans Colberg, international danois ayant remporté la médaille de bronze aux Jeux olympiques 1948 et le Championnat du Danemark 1944.
- 2 octobre : décès à 75 ans de Francis Borelli, ancien président du PSG et de l'AS Cannes.
- 20 octobre : décès à 70 ans de Roger Moy, joueur français[23].
- 24 octobre : décès à 92 ans de Jules Bigot, international français ayant remporté le Championnat de France 1946 et 2 Coupe de France puis comme entraîneur la Coupe de France en 1957[24].
- 26 octobre : décès à 60 ans de Nicolae Dobrin, international roumain ayant remporté 2 Championnat de Roumanie .
- 29 octobre : décès de Frane Matosic, international yougoslave ayant remporté la médaille d'argent aux Jeux olympiques 1948, 2 Championnat de Croatie et 4 Championnat de Yougoslavie devenu entraîneur. Il fut également sélectionneur de la Tunisie.
- 30 octobre : décès à 92 ans de Srđan Mrkušić, international  yougoslave ayant remporté 3 Championnat de Yougoslavie et 3 Coupe de Yougoslavie.
- 5 novembre : décès à 85 ans de Nils Liedholm, international suédois ayant remporté la médaille d'or aux Jeux olympiques d'été de 1948, 2 Championnat de Suède et 4 Championnat d'Italie puis comme entraîneur 2 Championnat d'Italie et 3 Coupe d'Italie.
- 7 novembre : décès à 73 ans de Lucien Bonnet, joueur français[25].
- 12 novembre : décès à 86 ans de Gustave Depoorter, joueur français ayant remporté le Championnat de France en 1950[26].
- 14 novembre : décès à 79 ans de Jean Jadot, joueur  belge ayant remporté le Championnat de Belgique en 1958 et la Coupe de Belgique en 1954.
- 26 novembre : décès à 78 ans de Manuel Badenes, joueur espagnol ayant remporté 2 Championnat d'Espagne et la Coupe d'Espagne 1954.
- 29 novembre : décès à 63 ans d'Édouard Kula, joueur français ayant remporté 2 Championnat de France et la Coupe de France 1972[27].
- 3 décembre : décès à 62 ans de Boško Antić, international yougoslave ayant remporté le champion de Yougoslavie 1967 puis comme entraîneur au championnat de Yougoslavie 1985. Il fut également sélectionneur du Togo[28].
- 6 décembre : décès à 68 ans de Marcel Le Borgne, joueur français ayant remporté 2 Coupe de France devenu entraîneur[29].
- 9 décembre : décès à 79 ans de Jim Langley, international anglais.
- 9 décembre : décès à 81 ans de Kurt Schmied, international autrichien.
- 12 décembre : décès à 78 ans de Helmut Sadlowski, joueur allemand.
- 14 décembre : décès à 89 ans de Paul El Hadidji, joueur français ayant remporté le Championnat de France en 1948[30].
- 22 décembre : décès à 69 ans de René Rocco, joueur italien ayant remporté la Coupe de France en 1967[31].
- 23 décembre : décès à 73 ans de Hans Mild, international suédois.
- 29 décembre : décès à 35 ans de Phil O'Donnell, internatioanl  écossais ayant remporté le Championnat d'Écosse en 1998 et 2 Coupe d'Écosse[32].
- 31 décembre : décès à 78 ans de Tommy Dickson, international Nord-Irlandais ayant remporté 8 championnat nord-irlandais et 5 coupe nord-irlandais[33].